# Hawadax Island
Hawadax Island (aleutisch: Hawadax, bis 2012 Rat Island) ist eine Insel der Aleuten und gehört zur Gruppe der Rat Islands. Die am westlichen Ende der Aleuten gelegene Insel ist 26,7 km² groß und gehört zum Alaska Maritime National Wildlife Refuge. Die Insel erhielt 1827 ihren Namen durch den Kapitän Friedrich Benjamin von Lütke, als er die Aleuten auf einer Weltumseglung anfuhr. Die Insel und die sie umgebenden Ratteninseln sind durch starke seismische Aktivitäten geprägt. 1965 gab es auf der Insel ein Beben der Stärke 8,7.

## Rattenpopulation
Auf der Insel gibt es eine große Rattenpopulation. Als 1780 ein japanisches Schiff an der Küste strandete, gelangten viele Ratten auf die Insel. Durch die unbeabsichtigte Ansiedlung dieser Neobiota wurden die lokalen Seevögelpopulationen stark dezimiert. Mittlerweile haben sich die Ratten auch auf 16 benachbarte Inseln ausgebreitet. Um die einheimische Flora und Fauna vor weiteren Zerstörungen durch die Ratten zu schützen, wurden diese 2008 in einer einwochenlangen Aktion – unter Bezugnahme auf die Erfahrungen von Campbell Island/Neuseeland – durch Abwerfen von Giftplätzchen aus Hubschraubern bekämpft. Dies scheint mit nur geringen Schadwirkungen auf die anderen Populationen gelungen zu sein.